# Lycaeides tshimgana
Lycaeides tshimgana är en fjärilsart som beskrevs av Forster 1936. Lycaeides tshimgana ingår i släktet Lycaeides och familjen juvelvingar. Inga underarter finns listade i Catalogue of Life.